# دروگون (نرم‌افزار)
دروگون (به انگلیسی: Drogon) یک چارچوب نرم‌افزاری تحت وب است که به زبان سی پلاس‌پلاس نوشته شده و از C++17 یا C++14 به همراه بوست پشتیبانی می‌کند. نام دروگون از اژدهایی به نام دروگون در سریال تلویزیونی بازی تاج و تخت گرفته شده‌است.
در مه ۲۰۲۰، دروگون مقام اول را در دور نوزدهم معیارسنجی TechEmpower در بخش بهترین چارچوب کامپوزیت (Composite framework) کسب کرد.